# Виктор Валдес
Виктор Валдес Арибас (шп. Víctor Valdés Arribas; Лоспиталет де Љобрегат, 14. јануар 1982) бивши је шпански фудбалер који је играо на позицији голмана, а тренутно је тренер Хорте.

## Каријера
Фудбал је почео да тренира у млађим категоријама Барселоне, али је само након неколико месеци проведених у клубу морао да га напусти јер се са породицом преселио на Тенерифе, фде је наставио да тренира у локалном клубу. Након три године проведене тамо поново се вратио у Барсу.
Брзо је напредовао кроз све селекције Барселоне. Пре него што је добио шансу у првом тиму, неко време је наступао за Барселону Б. Сезону 2002/03. почео је као резерва Аргентинцу Роберту Бонану, али је касније у току те сезоне доласком Радомира Антића на место тренера, добио шансу као први голман. У сезони 2003/04. усталио се у првом тиму, а већ наредне сезоне је одиграо скоро све утакмице у првенству, и тако је помогао свом клубу да дође до прве титуле након шест сезона. Те сезоне је освојио и трофеј Рикарда Заморе који се додељује голману са најмање примљених голова у шпанском првенству.
У последњем колу првенства, 17. јуна 2007. изједначио је рекорд легендарног Андонија Зубизарете. Валдес је као и Зубизарета пре њега провео сваки минут у игри на свих 38 утакмица првенства. Такође је оборио и клупски рекорд у броју минута без примљеног гола у европским такмичењима. У утакмици са Ренџерсом 7. новембра 2007. надмашио је претходни рекорд од 466 минута без примљеног гола, али га је већ у наредној утакмици савладао капитен Олимпик Лиона, Жунињо.

## Репрезентација
Валдес се нашао на списку учесника за Светско првенство 2010. као резерва Икеру Касиљасу. Дебитовао је 3. јуна 2010. на припремној утакмици за то светско првенство, у Инзбруку против Аустрије.

## Трофеји

### Барселона
- Првенство Шпаније (6) : 2004/05, 2005/06, 2008/09, 2009/10, 2010/11, 2012/13.
- Куп Шпаније (2) : 2008/09, 2011/12.
- Суперкуп Шпаније (6) : 2005, 2006, 2009, 2010, 2011, 2013.
- Лига шампиона (3) : 2005/06, 2008/09, 2010/11.
- УЕФА суперкуп (2) : 2009, 2011.
- Светско клупско првенство (2) : 2009, 2011.

### Стандард Лијеж
- Куп Белгије (1) : 2015/16.

### Шпанија
- Светско првенство (1) : 2010.
- Европско првенство (1) : 2012.
- Куп конфедерација : финале 2013.